# Cimandef (sommet)
Pour les articles homonymes, voir Cimendef.
Le Cimandef, ou Cimendef, est un sommet montagneux de l'île de La Réunion, un département d'outre-mer français dans l'océan Indien. Situé à la jonction de la crête qui s'étire de la Roche Écrite au Gros Morne (séparation du cirque naturel de Mafate à l'ouest de celui de Salazie à l'est), et de la crête de la Marianne, il culmine à 2 228 mètres d'altitude au cœur du massif du Piton des Neiges et sert de frontière entre les communes de La Possession et Salazie. Il doit son nom à un esclave légendaire qui aurait habité cette région des Hauts, Cimendef, dont la compagne Marie-Anne donna son nom à la crête de la Marianne. Ce sommet remarquable présente une forme triangulaire caractéristique.

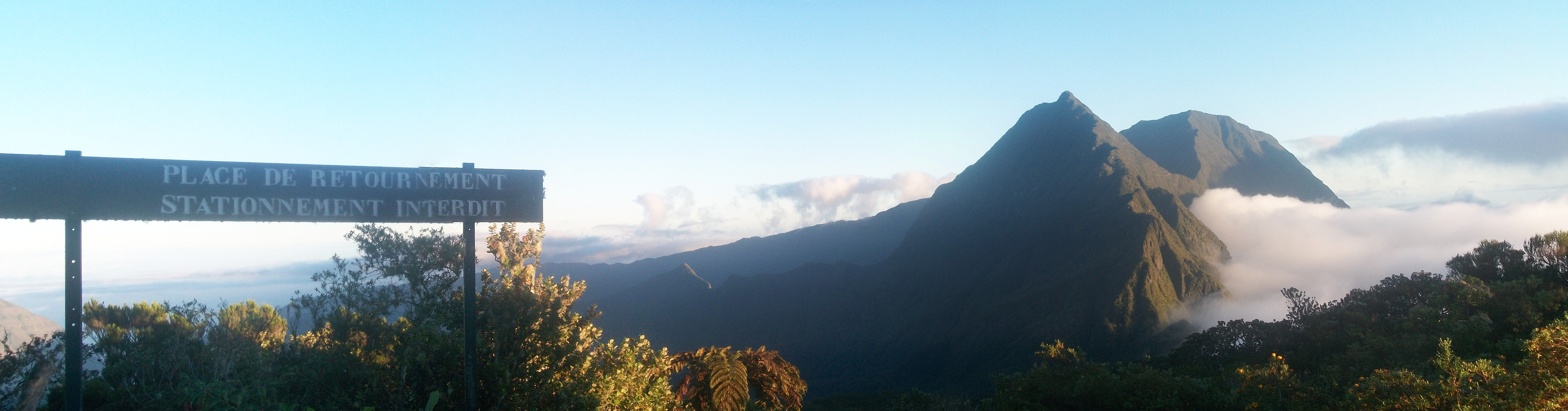
Vue sur le Cimandef à droite.